# Golubie Małe
Golubie Małe is een plaats in het Poolse woiwodschap Ermland-Mazurië, in district Gołdapski. De plaats maakt deel uit van de gemeente Dubeninki.
Deze plaats is pas na 1945 ontstaan. Een Duitse naam heeft het daarom niet.